# Ernst Hofmann (Lieddichter)
Ernst Hofmann (* 20. August 1904 in Ulm; † 12. Februar 1999 in Stuttgart-Rot) war ein deutscher katholischer Pfarrer und Lieddichter.

## Leben
Hofmann besuchte das Humboldt-Gymnasium Ulm. Anschließend studierte er in Tübingen, München und Freiburg katholische Theologie und mittelalterliche Geschichte. In Freiburg wurde er 1925 mit der Arbeit „Die Stellung der Konstanzer Bischöfe zur Papst und Kaiser während des Investiturstreits"“ bei Karl Bihlmeyer zum Dr. phil promoviert. Von 1927 bis 1928 besuchte er das Priesterseminar Rottenburg. Er empfing am 24. März 1928 die Priesterweihe durch Bischof Joannes Baptista Sproll im Dom zu Rottenburg (unter anderem gemeinsam mit dem späteren Bischof Carl Joseph Leiprecht). Daraufhin absolvierte er sein Vikariat in Weil der Stadt und Leonberg. Hofmann war Mitglied des Quickborn-Arbeitskreises innerhalb des Bundes der Deutschen Katholischen Jugend.
Am 19. Juli 1936 kam Hofmann nach Wernau (Neckar), wo er seine erste selbstständige Stelle als Pfarrer antrat. Die Pfarrstelle der dortigen Gemeinde St. Erasmus war vakant, da sein Vorgänger bereits wegen Widerstands gegen den Nationalsozialismus inhaftiert worden war. Doch auch Hofmann kritisierte durch Aktionen und Predigten das nationalsozialistische Regime. Er wurde am 6. April 1940 in Wernau verhaftet und anschließend in der Stuttgarter Gestapo-Zentrale, dem Hotel Silber, verhört und geschlagen. Am 23. April 1940 kam er wieder frei. Daraufhin wurde er mit einem Aufenthaltsverbot für den gesamten Kreis Esslingen belegt. Als Pfarrer der Gemeinde St. Erasmus in Wernau folgte ihm Bruno Dreher nach. Danach schickte das Bischöfliche Ordinariat Hofmann zuerst zur Erholung nach Bad Imnau und setzte ihn zunächst auf einige Kurzzeitstellen in Salzstetten, Stuttgart St. Fidelis, Ratzenried und Heilbronn St. Augustinus. Hofmann  beauftragte den mit einem Auftragsverbot belegten Künstler Wilhelm Geyer, der ihm aus Ulm bekannt war, mit der Anfertigung von Glasfenstern für die Kirche St. Erasmus in Wernau. Im Oktober 1940 bekam er einen Platz als Aushilfsvikar in Stuttgart-Zuffenhausen, den er bis September 1944 ausfüllte. Eine feste Pfarrstelle wollte Hofmann nicht zugewiesen bekommen, um eine eventuelle Rückkehr nach Wernau nicht aufzugeben. Ein Gesuch im Jahr 1941, das Aufenthaltsverbot für den Kreis Esslingen aufzuheben, wurde von der Gestapo abgelehnt. Hofmann hielt während der Zeit des Nationalsozialismus engen Kontakt mit Bischof Joannes Baptista Sproll, der sich ebenfalls im Widerstand gegen die NS-Diktatur befand. 1944 kam Hofmann als Stadtpfarrer nach Schelklingen. Einige Monate vor Kriegsende erfuhr er, dass er auf einer Liste der Nationalsozialisten stand, die Personen beinhaltete, die vor Kriegsende getötet werden sollten. Daraufhin versteckte er sich mehrere Monate unter dem Kirchendach der Schelklinger Kirche. Nach Kriegsende blieb er bis 1949 Pfarrer in Schelklingen.
Im Jahr 1949 wurde Hofmann als Pfarrer in die Gemeinde Herz Jesu nach Stuttgart berufen. Dort war er bis zum Ruhestand tätig. Während seiner Zeit in Stuttgart prägte er unter anderem den späteren Theologen Bernhard Lang, der dort Gemeindemitglied war. Außerdem absolvierte der spätere Kardinal Walter Kasper von 1957 bis 1958 unter Hofmann sein Vikariat. Hofmann verfasste regelmäßig Buchbesprechungen für das Magazin für Pädagogik der Diözese und schrieb eine Kolumne im Kirchenmagazin Statio am Samstagabend.
Hofmann erkrankte in den späten 1990er-Jahren unheilbar an Krebs. Am frühen Morgen des 12. Februar 1999 verstarb er im Alter von 94 Jahren in seiner Wohnung in Stuttgart-Rot.

## Werke (Auswahl)

### Liedtexte
- Gott, aller Schöpfung heilger Herr (1971; Gotteslob Nr. 539, Evangelisches Gesangbuch Nr. 142; vgl. Traditionshintergrund)
- Sankt Martin, dir ist anvertraut
- Voller Freude sehn wir, Gott, dein Wunder (1983)

### Schriften
- Beim Fest des Christus: Messe-Meditationen (mit Silja Walter) (1975)
- Christi Gegenwart in der Eucharistie (1978)
- Kommuniongespräche anhand der Evangelien: Christusbegegnung im Gebet  (1982)
- Unser jenseitiger Leib: Zuversicht aus dem Apostolischen Glaubensbekenntnis (1987)
- Andächtig kommunizieren: Jesus selbst lehrt es uns (1989)
- Ich überlebe meinen Tod (1991)
- Gott? in meiner Ehe (1992)
- Die Stellung der Konstanzer Bischöfe zu Papst und Kaiser während des Investiturstreits (1993)
- Frau und Mann: Gott und die Geschlechter (1995)